# Qara Qarayev (métro de Bakou)
Pour le compositeur, voir Gara Garayev.
Qara Qarayev (anciennement Avrora) est une station de métro azerbaïdjanaise de la ligne 1 du métro de Bakou. Elle est située avenue Qara Qarayev, à l'est du Raion Nizami dans la ville de Bakou.
Elle est mise en service en 1972, alors que le pays fait partie de l'Union des républiques socialistes soviétiques (URSS), et elle est renommée en 1992, après l'indépendance de l'Azerbaïdjan.
Exploitée par Bakı Metropoliteni, elle est desservie chaque jour entre 6 heures et minuit.

## Situation sur le réseau
Établie en souterrain, la station Qara Qarayev est située sur la ligne 2 du métro de Bakou, entre les stations Koroğlu, en direction de İçərişəhər, et Neftçilər en direction de Həzi Aslanov.

## Histoire
Bakou est la capitale de la République socialiste soviétique d'Azerbaïdjan, lorsque la station « Avrora », du nom du croiseur symbole de la révolution d'Octobre, est mise en service le 6 novembre 1972, lors de l'ouverture à l'exploitation du prolongement de la ligne, long de 5,1 kilomètres, de Nəriman Nərimanov à Neftçilər. Elle est créée par les architectes G.İ. Alasgarov et A.N. Huseynov.
Bakou est devenue la capitale de la République d'Azerbaïdjan, indépendante depuis 1991, lorsque la station est renommée « Qara Qarayev », du nom du compositeur Gara Garayev, le 27 avril 1992.

## Service des voyageurs

### Accueil
L'accès principal est situé, sur l'avenue Qara Qarayev, au croisement avec la rue Alif Hajiyev.

### Desserte
Qara Qarayev est desservie quotidiennement par les rames qui circulent sur la ligne entre 6 heures et minuit.

### Intermodalité
À proximité, sur l'avenue Qara Qarayev, des arrêts de bus sont desservis par les lignes 1, 11, 25, 12, 15, 20, 36, 44, 48, 54, 62, 69, 70, 82, 100, 125, 160, 171, 173, 207 et 214.